# Pałac Franciszka Fischera w Łodzi
Pałac Franciszka Fischera – pałac z 1889 roku znajdujący się w Łodzi przy ul. prez. Gabriela Narutowicza 1. Budynek został wpisany do rejestru zabytków nieruchomych województwa łódzkiego 26 października 1993 roku pod numerem A/340.

## Historia

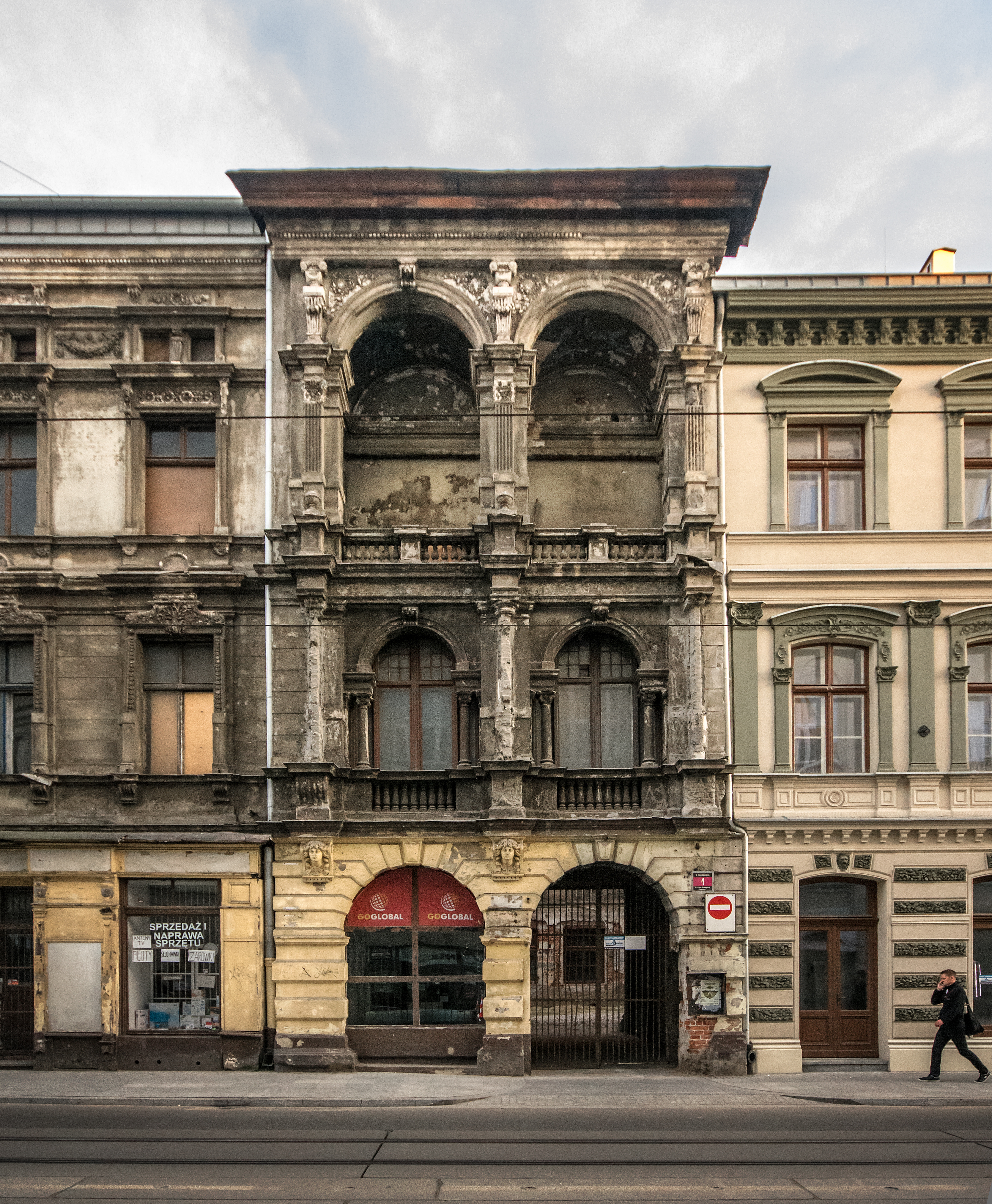
Ryzality z loggiami w pałacu Franciszka Fiszera

Budynek został wybudowany w 1889 roku i był kolejną inwestycją właściciela, zaraz po sąsiedniej kamienicy Franciszka Fischera przy ul. Piotrkowskiej 54. Powstał według projektu Edwarda Kreutzburga. Po 1945 roku budynek zajmowały biura, sklepy, magazyny kostiumów oraz restauracja „Delfin” otwarta w 1951 roku przez Centralę Rybną, w związku z czym budynek w 1963 roku udekorowano neonem w formie koła z dwiema rybami. Pałac wraz z sąsiednią kamienicą Fischera to jedyne budynki w południowej pierzei ul. Narutowicza, których nie wyburzono w okresie PRL-u. Przez pewien okres w budynku miała się mieścić łódzka giełda.
Pałac miał zostać wyremontowany w ramach programu Mia100Kamienic, tak jak sąsiednia kamienica F. Fischera, lecz Urząd Miasta Łodzi postanowił obiekt sprzedać celem ratowania budynku. Pałac nie został wyremontowany.

## Architektura
Obiekt jest murowany i otynkowany. Wykonano go w stylistyce neorenesansowej. Charakteryzuje się szeroką, 14-osiową elewacją. Jego cechą charakterystyczną są bogato zdobione loggie w skrajnej części fasady, posiadające arkady i tralkową balustradę. Ryzalit z lewej strony jest udekorowany puttami na trójkątnych naczółkach wieńczących okna. Putta są rozdzielone wazonami oraz dzierżą girlandy. Budynek ma również zdobione gzyms, płyciny z fasetami, pilastry oraz półkolumny między oknami, ponadto wśród dekoracji wyróżniają się głowy kobiet na wspornikach.

### Wnętrza
Sień jest ozdobiona w stylu neobarokowym. W budynku zachowała się trójbiegowa klatka schodowa, posiadająca okna u balustrady oraz prowadząca na podwórze. Budynek ma też oryginalne, drewniane wystawy sklepowe, a także drzwi do westybulu i do mieszkań. Na klatce schodowej znajdują się bogate polichromie, a w pomieszczeniach zachowały się sztukaterie oraz jeden piec kaflowy.